# James Tobin
James Tobin (Champaign, EUA 1918 - New Haven 2002) fou un economista i professor universitari estatunidenc guardonat amb el Premi Nobel d'Economia l'any 1981, conegut mundialment per la formulació de la Taxa Tobin.

## Biografia
Va néixer el 5 de març de 1918 a la ciutat de Champaign, situada a l'estat nord-americà d'Illinois. El 1935, seguint el consell del seu pare, va ingressar a la Universitat Harvard per estudiar economia gràcies a una beca, universitat on es graduà l'any 1939 sota la direcció, d'entre d'altres, de Joseph Alois Schumpeter i Wassily Leontief i tenint com a companys Paul Samuelson o John Kenneth Galbraith.
El 1941 va interrompre els seus estudis de postgrau per a treballar per al govern nord-americà, i a l'any següent, després que els Estats Units entressin en la Segona Guerra Mundial, va allistar-se a la Marina dels Estats Units (1942-1946), intervenint en accions bèliques a l'oceà Atlàntic i el Mar Mediterrani, com a oficial a bord d'un destructor. Després de finalitzar la guerra va retornar a Harvard per continuar amb els seus estudis, rebent el seu doctorat l'any 1947 amb una tesi sobre la funció de consum. El 1950 va ingressar a la Universitat Yale, on va transcórrer la resta de la seva carrera com a professor d'economia. Es va unir a la Fundació Cowles, que es va traslladar a Yale l'any 1955, i fou el seu president entre 1955 i 1961, així com entre 1964 i 1965.

## Recerca econòmica
Defensor de les idees principals del keynesianisme, creia que els governs han d'intervenir en l'economia amb la finalitat d'estabilitzar la producció total i evitar les recessions. El seu treball acadèmic va incloure contribucions pioneres en l'estudi de les inversions, la política monetària i fiscal i els mercats financers. Inclusivament va proposar un model economètric per a variables endogenes censurades, conegut com a model Tobin.
L'any 1955 fou guardonat amb la Medalla John Bates Clark, i el 1981 amb el Premi Nobel d'Economia pels seus treballs sobre l'analisi dels mercats financers.

## Assessor econòmic
Tobin va tenir una activa vida pública, escrivint sobre assumptes econòmics contemporanis i servint com a expert econòmic i consultor de polítiques econòmiques. Entre 1961 i 1962 va ser assessor del president John Fitzgerald Kennedy, i en col·laboració amb Arthur Okun, Robert Solow i Kenneth Arrow, va ajudar a dissenyar la política econòmica keynesiana implementada per l'administració Kennedy.
Va ser també assessor de la Reserva Federal i de la Fundació Ford (1961). El 1971 va ser President electe de l'Associació Econòmica Americana, i des de 1972 va ser membre de l'Acadèmia Nacional de Ciències.

## Últims anys
El 1988 es va retirar de manera formal de la seva càtedra d'economia a la Universitat Yale, però va continuar donant conferències com a professor emèrit. Va morir l'11 de març de 2002 a la seva residència de New Haven, població situada a l'estat de Connecticut.